# 刘宏 (1960年6月)
刘宏（1960年6月—），男，中国国际贸易学家，首都经济贸易大学经济学院国际经贸系教授、中国国际贸易学会理事。主要研究方向为跨国公司与外国直接投资、中国对外直接投资。

## 生平
1978年至1982年就读于河南师范大学，获理学学士学位。1984年起在河南财经政法大学国际贸易学院任教。1999年至2002年就读于华中科技大学，获工程硕士学位。2003年至2006年就读于南开大学，获经济学博士学位。2007年至2011年为北京航空航天大学管理科学与工程博士后。2009年起任职于首都经济贸易大学经济学院。